# Sacha Guitry
Pour les articles homonymes, voir Guitry.
Œuvres principales
Théâtre :
Faisons un rêve, Mon père avait raison, L'Amour masqué, Désiré, Quadrille, N'écoutez pas, mesdames !
Cinéma :
Le Roman d'un tricheur, Le Diable boiteux, La Poison, Si Versailles m'était conté…, Napoléon, Assassins et Voleurs
Scènes principales
théâtre des Bouffes-Parisiens
théâtre Édouard-VII
théâtre de la Madeleine
Sacha Guitry est un acteur, dramaturge, metteur en scène, réalisateur et scénariste français né le 21 février 1885 à Saint-Pétersbourg (Russie) et mort le 24 juillet 1957 à Paris (7e).
Auteur dramatique prolifique, il signe cent-vingt-quatre pièces de théâtre, dont beaucoup sont de grands succès. Il réalise trente-six longs-métrages (dont dix-sept adaptations de ses pièces), jouant dans la quasi-totalité d'entre eux, parmi lesquels on peut citer Le Roman d'un tricheur, Désiré, Mon père avait raison, Quadrille, Ils étaient neuf célibataires ou encore Si Versailles m'était conté….

## Biographie

### Jeunesse et études
Alexandre dit « Sacha » Guitry est le fils du célèbre comédien Lucien Guitry (1860-1925) et de Renée Delmas (1858-1902), fille du journaliste René Delmas de Pont-Jest, laquelle s'est essayée, elle aussi, au théâtre. Sacha est le troisième d'une fratrie comptant quatre garçons, dont deux mourront au berceau ; l'aîné en 1883, le benjamin en 1887. Le cadet prénommé Jean, naît en 1884 à Saint-Pétersbourg et devient comédien et journaliste, avant de périr dans un accident d'automobile en 1920,, à 36 ans.
Comme ses deux aînés, Alexandre naît dans la capitale de l'Empire russe où son père a signé un contrat de neuf ans avec le théâtre Michel pour la saison d'hiver. Il doit son prénom de baptême à son parrain, le tsar Alexandre III, lequel apprécie le talent de Lucien Guitry.
Renée Delmas suit son mari à Saint-Pétersbourg jusqu'à la saison d'hiver du théâtre en 1888, l'année de leur séparation. Sacha Guitry a alors 3 ans. Elle n'admet pas les nombreuses liaisons de son mari, notamment avec l'éminente actrice Sarah Bernhardt. Le divorce est prononcé en février 1889 et le jeune Sacha est confié à sa mère. Mais Lucien enlève son fils en octobre 1889 pour le ramener à Saint-Pétersbourg, et le garder pour sa saison théâtrale. Il le fait jouer devant le Tsar et la famille impériale. Sacha Guitry retrouve sa mère et son frère à son retour en France au printemps 1890.
Élève médiocre et indiscipliné, Sacha est expulsé de onze établissements différents, comme il le révèle dans son Discours de cent lignes, prononcé lors du banquet du cinquantenaire du lycée Janson-de-Sailly en 1934. Il arrête ses études à l'âge de seize ans, début 1902, après avoir redoublé dix fois sa 6e (qui correspond aujourd'hui à l'entrée en école primaire) : à l'époque, un élève ayant changé d'établissement recommence son année scolaire, ce qui est constamment son cas, du fait de ses multiples expulsions.
En juillet 1902, peu avant ses 17 ans, sa mère Renée, malade, meurt à l'âge de 44 ans.

### Les débuts
L'écrivain et ami de son père Alphonse Allais le fait entrer au magazine humoristique Le Sourire.
Sur la recommandation de Francis de Croisset, Guitry soumet sa première pièce à Marguerite Deval, directrice du théâtre des Mathurins, laquelle l'accepte mais sous réserve qu'elle soit transformée en opérette. Le Page est créé le 15 avril 1902 et atteint 35 représentations.
Mis devant le fait accompli, Lucien Guitry qui dirige le théâtre de la Renaissance, fait faire ses débuts de comédien à Sacha sous le nom de Jacques Lorcey (pseudonyme qui sera utilisé ultérieurement par le metteur en scène et historien Jacques Falgueirettes, grand admirateur de Lucien Guitry) dans L'Escalier de Maurice Donnay en 1904. Lors de cette création, Sacha fait la connaissance de Charlotte Lysès, une jeune protégée de son père. La rivalité amoureuse entre les deux hommes ainsi qu'une entrée ratée dans une autre pièce qu'il joue à la Renaissance, le conduit l'année suivante se brouiller avec son père durant treize années,.
Sacha s'installe avec Charlotte Lysès et écrit pour elle sa troisième pièce, Le KWTZ, créée au théâtre des Capucines le 14 avril 1905. Toutefois, il remporte son premier grand succès au théâtre avec Nono huit mois plus tard, au théâtre des Mathurins. Charlotte et Sacha se marient le 14 août 1907 à Honfleur.
Brillant comédien, Guitry va dès lors s'affirmer dans l'écriture. Faisant partie, comme Henri Bernstein, de la nouvelle génération de boulevardiers dans la lignée de Feydeau, Meilhac et Halévy ou Flers et Caillavet, il écrit lui-même ses pièces, parfois en moins de trois jours, et en assure la mise en scène et l'interprétation.
En 1907, l'échec de La Clef, écrite pour la comédienne Réjane, décourage un temps Guitry. Le soutien indéfectible de l'écrivain Octave Mirbeau lui donne le courage de continuer ; admiratif et reconnaissant, Sacha Guitry sollicite de lui une préface pour sa Petite Hollande en 1908 et, plus tard, lui consacre une pièce, Un sujet de roman, créée en 1924 par son père Lucien Guitry dans le rôle de Mirbeau (Sarah Bernhardt doit être aussi de la création, dans le rôle d'Alice Regnault, mais la comédienne meurt avant la première).
Il écrit sur mesure pour sa deuxième épouse Yvonne Printemps plusieurs comédies musicales qui remportent un très grand succès (Mozart, L'Amour masqué,, etc.) et sept revues avec son ami Albert Willemetz. Il lance aussi la carrière de Raimu dans Faisons un rêve en 1916.
Homme d'esprit à l'humour caustique, qui a la verve facile et le goût du bon mot, il fait les délices du public mais ne s'attire pas toujours la faveur des critiques. Guitry utilise déjà au théâtre la méthode qu'il utilisera plus tard au cinéma : s'approprier les règles, les codes d'un genre, les détourner et les plier à son propre style.

### Du théâtre au cinéma

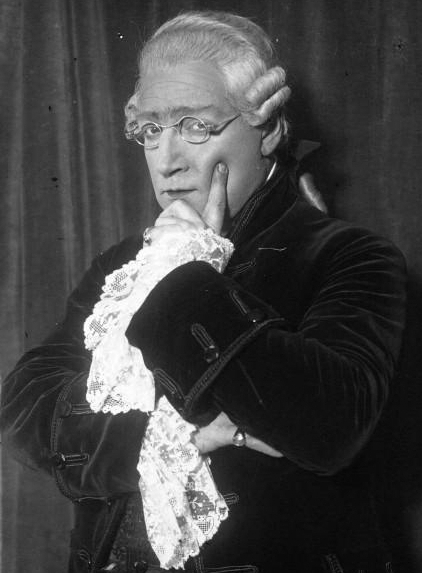
Sacha Guitry jouant le rôle de Grimm dans sa comédie musicale Mozart en 1926.

Avec le cinéma, les rapports de Guitry sont alors plutôt complexes. En 1912, il écrit « J'estime que l'influence du cinématographe a été déplorable, […] qu'il a tenté de faire au théâtre une concurrence déloyale en truquant et en tronquant les œuvres dramatiques ». Ce qui ne l'empêche pas de faire, en 1915, une première tentative en réalisant Ceux de chez nous, en réaction à un manifeste allemand exaltant la culture germanique. Il y filme, entre autres, des amis de son père, Auguste Rodin, Claude Monet, Anatole France, Auguste Renoir. Il note leurs paroles et les répète durant les diffusions publiques, recourant en quelque sorte avant l'heure à la postsynchronisation. Non mobilisé au cours de la Première Guerre mondiale car malade et perclus de rhumatismes, il reste fidèle à son antigermanisme après la guerre, refusant de représenter ses pièces en Allemagne après l'armistice de 1918.
Comme Louis Jouvet, il reproche au cinéma de ne pas avoir la même puissance que le théâtre et ne s'y intéresse réellement qu'au milieu des années 1930, peut-être sous l'influence de sa future épouse Jacqueline Delubac. Comprenant que le cinéma permet une plus grande pérennité que le théâtre en fixant les images sur la pellicule, il décide d'adapter à l'écran certaines de ses pièces. D'abord Pasteur, écrite pour son père Lucien Guitry et créée par ce dernier, pièce qui donne libre cours à sa passion pour l'histoire et les personnages historiques. Dans une scène, Louis Pasteur, joué par Sacha Guitry, déclare à ses confrères : « Messieurs, je sais que je n'utilise pas le style conventionnel auquel vous êtes habitués », phrase qui semble destinée aux critiques qui le dénigrent depuis qu'il fait du cinéma. La même année, il réalise Bonne Chance d'après un scénario original et confie le premier rôle féminin à Jacqueline Delubac. Le style de Guitry s'y affirme déjà nettement.
En 1936, il tourne à partir de la pièce qu'il a écrite Le Nouveau Testament. Puis, toujours en 1936, il réalise Le Roman d'un tricheur, son chef-d'œuvre pour beaucoup de spécialistes. Dans ce film, presque sans dialogues à l'exception de quelques scènes, Guitry met en scène l'unique roman qu'il a écrit, Mémoires d'un tricheur. Tout Guitry est contenu déjà dans ses quatre premiers films : jeu avec les procédés filmiques, reconstitution d'événements ou biographie de personnages historiques, adaptations théâtrales. De 1935 à 1937, Guitry réalise dix films, dont au moins trois « chefs-d'œuvre ».
Son nom est proposé pour l'Académie française mais Guitry refuse la condition qu'on lui impose : abandonner son activité de comédien. En 1939, il est élu à l'académie Goncourt et réalise Ils étaient neuf célibataires. Guitry y traite le thème, déjà abordé par d'autres, du mariage blanc. Le film est cependant en prise presque directe avec l'actualité, car l'histoire part d'un décret qui oblige les étrangers à quitter la France. Le lendemain de la première de son film, la Seconde Guerre mondiale éclate.

### Sous l'Occupation
L'armistice de 1940 survient alors que Sacha Guitry est en traitement à Dax. Il est forcé d'y prolonger son séjour, dans l'attente de deux sauf-conduits pour Paris, l'un  pour lui, l'autre pour le philosophe Henri Bergson qui, lui aussi, veut retourner à Paris. Dans la ville de Dax, un officier allemand (Biegel) les reconnaissant, lui et Bergson, leur adresse un laisser-passer et un bon pour 100 litres d'essence renouvelable en chemin, ordonnant aux officiers qui les croiseraient de réagir « eu égard à ce que représentent les deux grands hommes pour la culture française ». Cet officier est également celui qui s'adresse à Guitry en ces termes : « Nous arrivons au bon moment, où la culture française décline et où nous venons la sauver ». Cette phrase, dit Sacha Guitry, reste gravée de 1940 à 1944 dans sa mémoire et va l'encourager à défendre la culture française : « Ils auront la France mais n'auront pas la Culture française ».
Revenu à Paris, Guitry entend poursuivre ses activités d'auteur, d'acteur et de cinéaste. Il reprend notamment Pasteur, pièce qui glorifie la France en la personne de Louis Pasteur. Deux pièces seront interdites par la censure allemande, dont Mon auguste grand-père qui se moque du statut ignoble des Juifs et interdite par les Allemands en janvier 1941.Pendant quatre ans, il continue sa vie d'homme de théâtre et de cinéma. Dominique Desanti évoque « une réussite maintenue à travers l'horreur de l'Occupation, comme si de préserver les succès et le luxe de Guitry était nécessaire à la survie de la France. »
Certaines tirades provoquent des réactions patriotiques dans la salle au bout d’un certain temps interdites par les autorités allemandes. D’autres œuvres n’ont pas de lien direct avec l’actualité, comme Donne-moi tes yeux, « réflexion originale sur le regard masculin ».
Il joue des contacts comme président de l'Union des Théâtres (décisions prises à l'unanimité) avec l'occupant pour obtenir la libération de personnalités juives notamment celle de l'écrivain Tristan Bernard et de son épouse, libérés le 21 octobre 1943 grâce à son intervention, qui lui restera toute sa vie reconnaissant. Ses relations avec l'administration allemande grâce au théâtre, sauf avec la Gestapo qui le croit juif - ce qu'il n'est pas - et ignore ses demandes, lui valent de recevoir de la part de personnes en détresse quantité de demandes d’interventions, dont celle, sans succès, de Max Jacob pour sa sœur en janvier 1944qui sera déportée et gazée. Jacob est à son tour arrêté et meurt au camp de Drancy deux mois plus tard malgré la mobilisation de ses amis, parmi lesquels Jean Cocteau, Marcel Jouhandeau et Henri Sauguet. Selon Limore Yagil, il faut reconnaître que ses interventions ont permis de libérer de nombreux artistes arrêtés, et parmi eux des Juifs comme Maurice Goudeket, mari de Colette. Le pneumatique de Tristan Bernard remerciant en avril 1944 Guitry de l'avoir sauvé ainsi que sa femme, grâce à son intervention auprès des autorités allemandes, contribuera à sa disculpation par le comité d'épuration.

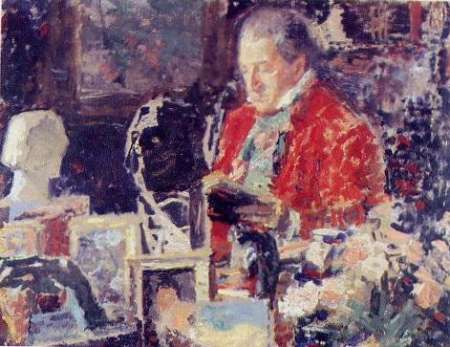
Guitry dans son bureau de l'avenue Élisée-Reclus en 1942, par Léon Gard.

Son album 1429-1942 : De Jeanne d'Arc à Philippe Pétain, catalogue des gloires françaises, historiques et artistiques conçu en 1942 et publié en 1944, est selon ce qu'il décrit en 1947 « un véritable monument à la gloire de la France… Un cri de foi, d'amour et d'espérance, et l'on ne saurait lui attribuer sans mentir une signification politique ». Reproduisant dans cet album le fac-similé de la célèbre lettre ouverte d'Émile Zola en faveur d'Alfred Dreyfus, J'accuse… !, publiée dans L'Aurore le 13 janvier 1898, Guitry écrit : « N'était-ce pas audacieux, provoquant même ? ». Mais le 5 octobre 1943, il se rend à Vichy pour présenter lui-même son œuvre à Pétain, et la relation de ses conférences données sur le sujet dans la presse vichyste montre au contraire que Guitry entendait donner une portée politique à son portrait du pays : « C’est dans le présent de l’Europe que la France doit inscrire son activité, confiante dans son destin ». Il reverse les recettes de ses conférences sur « La France de Jeanne d’Arc à Pétain » aux victimes des bombardements anglais.
Lors d'un gala à l'Opéra de Paris le 23 juin 1944, Guitry présente De Jeanne d'Arc à Philippe Pétain, accompagné d'un film de présentation, « sans lier le débarquement à ce que le titre de son livre peut avoir de provocateur », comme l'écrit Dominique Desanti. Ce gala est l'occasion d'une vente aux enchères d'un des exemplaires, dont la recette, de 400 000 Francs, est entièrement reversée à l'Union des arts. Geneviève Guitry, son épouse durant cette période, écrit : « Ce fut alors une période de manœuvres qu'il pensait habiles et qui nous effrayaient, car Sacha ne comprenait rien à la politique. Il avait un fond d'ingénuité, une confiance quelquefois excessive, qui l'amenaient à porter des jugements téméraires sur les gens qui gravitaient autour de lui. Dans cette période, il ne fut pas bon psychologue, ni suffisamment objectif ». Le scénariste et critique de cinéma Philippe Arnaud estime que « Guitry, on le sait, s'est trompé sur Pétain, et sur la nature de la Seconde Guerre mondiale. De cet aveuglement, Donne-moi tes yeux donne la métaphore facile ».

### L'épuration
Avec la Libération de Paris commence l'épuration. Le 23 août 1944, Sacha Guitry est arrêté par des inconnus (leur nom n'a jamais été publié - et sans ordre[réf. nécessaire]) et envoyé à la Mairie du VIIe arrondissement où il est photographié avec ces jeunes gens par Cartier-Bresson. Il est incarcéré soixante jours sans inculpation et passe deux mois au dépôt, au Vél d'Hiv, puis à Drancy, avant que ses avocats, Paul Delzons et Georges Chresteil, ne le fassent transférer à la prison de Fresnes que dirigent des militaires, et non les FFI. Il est dénoncé dans la presse par des écrivains comme Pierre Descaves et le Figaro, dirigé alors par Pierre Brisson, ennemis déclarés de Guitry surtout après l'échec de leurs candidats devant l'Académie Goncourt qu'il préside.
Le juge d'instruction l'inculpe pour « intelligence avec l'ennemi » et Guitry commente : « Je crois, en effet, n'en avoir pas manqué, même avec l'ennemi » ; le juge lui reproche d'avoir dîné avec Goering et lui répond : « j'ai dîné aussi avec le roi d'Angleterre et le Président de la République, mais je ne dînerai jamais avec un juge d'instruction ». En l'absence de preuve, le juge classe le dossier et Guitry est libéré le 24 octobre 1944. Le 10 novembre 1945, il est convoqué devant la chambre civique sous l'inculpation possible d'indignité nationale mais obtient le 8 août 1947 un non-lieu. Il tirera, à sa manière, une leçon de l'épisode en déclarant « La Libération ? Je peux dire que j'en ai été le premier prévenu » et « Puisque j'ai bénéficié de deux non-lieux, c'est qu'il n'y avait pas lieu ». Mais, en réalité, jusqu'à sa mort, « il sera poursuivi par la suspicion des uns et l'admiration inconditionnelle des autres ».
Lorsqu'il revient sur scène en octobre 1947, Henry Magnan dans Le Monde regrette la parade à laquelle se livre Guitry et ses autojustifications avec ces mots : « Que l'on ne nous fatigue plus les oreilles de ces éternelles questions d'épuration artistique […] Danseurs, chanteurs ou comédiens, certains ont exercé […] sans trop de discrétion en un temps où tout ce qui brillait choquait les regards et le cœur de tout ce qui, par conscience ou par force, restait dans l'ombre. On le leur a fait regretter. Nous n'aurons à nous souvenir de leurs errements que dans la mesure où ils commettraient la faute d'en faire parade ». Les biographes contemporains soulignent que Guitry s'est toujours opposé à ce que ses pièces soient jouées en Allemagne, avant la Première Guerre et aussi durant la Seconde (notamment N’écoutez pas, mesdames),.
À rebours, l'écrivain Dan Franck continue de le juger sévèrement pour des raisons morales : « Pendant la guerre, il y avait ceux qui crevaient de faim, se cachaient et que personne n'aidait, et ceux qui vivaient bien : Cocteau et Guitry personnifient un Paris dans lequel on mange, on trinque avec les Allemands »,.
Par la suite, certains de ses films réalisés sous l'Occupation seront également interdits de projection, comme Le Destin fabuleux de Désirée Clary, et Guitry demandera une indemnisation au Conseil d'État, qui la rejettera « en raison de l'attitude [de Sacha Guitry] pendant l'occupation ».
Guitry publie en 1947 et 1949 les souvenirs de cette période sous forme de deux récits : Quatre ans d'occupations (un pluriel significatif) pour la période 1940 à août 1944 et 60 Jours de prison pour son incarcération. Il commente, en filigrane, son comportement dans Le Diable boiteux, biographie de Talleyrand.
Son retour au jury Goncourt sera l'occasion d'une nouvelle polémique et, cette fois, d'une condamnation. Pendant l'Occupation, Guitry faisait partie du jury Goncourt et, avec une minorité d'académiciens pétainistes (J.-H. Rosny jeune, René Benjamin, Jean de La Varende), avait refusé d'entériner l'élection d'André Billy fin 1943. Billy avait notamment éreinté dans ses écrits Guitry et La Varende. L'élection ne sera validée qu'en 1944. Après la Libération, Guitry continue de manifester des sentiments « maréchalistes ». L’académie Goncourt, présidée depuis la Libération par Lucien Descaves, est tiraillée entre les deux factions. Benjamin (idéologue du régime de Vichy et hagiographe de Pétain) et Guitry, désormais très minoritaires avec les proches du régime vichyste (La Varende ayant démissionné), ne se rendent pas au jury pour l'élection du prix 1947, qui est attribué à Jean-Louis Curtis. Le jour de l'annonce, l'éditeur — pour faire une promotion commerciale — annonce aux journaux que Guitry et Benjamin ont, eux, attribué de leur côté leur prix et ont choisi comme lauréat Kléber Haedens pour son roman Salut au Kentucky publié aux éditions Robert Laffont.
Les académiciens décident de poursuivre Guitry et Benjamin ainsi que l'éditeur Robert Laffont qui a mis en vente le livre d'Haedens ceinturé d'un bandeau « Le Goncourt de Sacha Guitry et René Benjamin ». Durant le procès, Benjamin se défend d'avoir décerné un prix à Kléber Haedens et témoigne qu'il était resté à Monaco et se trouvait d'accord tout au plus avec Guitry « pour estimer qu'Haedens aurait mérité leurs suffrages ». Guitry et l'éditeur, qui a retiré entre-temps le bandeau pour le remplacer par « le Goncourt hors Goncourt », sont condamnés à 700 000 francs de dommages et intérêts, à la publication du jugement et au retrait du bandeau.
À la mort de René Benjamin en octobre 1948, Guitry démissionne de l'Académie Goncourt, déclarant qu'il tenait Benjamin en grande affection et que sa mort avait rompu le dernier lien qui l'attachait à la compagnie des Goncourt.

### Dernières années
Pour Guitry, les années 1950 vont être une synthèse des deux décennies écoulées. Il rédige le scénario d'Adhémar ou le Jouet de la fatalité mais, malade, en confie la réalisation à Fernandel, qui avait déjà réalisé deux films et qu'il venait de diriger dans l'adaptation cinématographique de Tu m'as sauvé la vie, pièce écrite pour l'acteur en 1949. Devant le résultat, Guitry s'estime trahi et intente un procès à Fernandel, procès qu'il perd. Ce film annonce la suite de l'œuvre du cinéaste : le ton est plus mélancolique (Le Comédien, Deburau, Le Trésor de Cantenac), parfois caustique (Je l'ai été trois fois, La Poison, La Vie d'un honnête homme), mais toujours comique (Toâ, Aux deux colombes, Tu m'as sauvé la vie).
Ses amis le soutiennent et la reconnaissance vient avec la commande de trois grosses productions historiques élaborées entre 1953 et 1955, qui mobilisent une énorme énergie : Si Versailles m'était conté…, Napoléon et Si Paris nous était conté. Mots d'esprit et distribution prestigieuse font l'attrait de ces fresques. Il n'oublie cependant pas son arrestation et réalise le très caustique Assassins et Voleurs interprété par le duo Jean Poiret-Michel Serrault (Darry Cowl y fait ses débuts dans une scène humoristique pratiquement improvisée).
Les trois font la paire de 1957 est le dernier film qu'il réalise avec l'aide de l'acteur-producteur-réalisateur Clément Duhour, car la maladie l'a beaucoup affaibli. C'est un film-somme sur le cinéma de Guitry où l'on retrouve tout ce qui en fait l'essence. Son testament artistique est le scénario de La Vie à deux qu'il rédige et où il refond plusieurs de ses pièces ; Clément Duhour entreprend de le réaliser  l'année suivante, après la mort du cinéaste, avec une pléiade de vedettes venues rendre hommage au maître.
Sacha Guitry meurt d'un cancer le 24 juillet 1957 en son hôtel particulier parisien du 18, avenue Élisée-Reclus, où il avait succédé en 1925 à son père.
Il est inhumé le 27 juillet au cimetière de Montmartre, à Paris, auprès de son père Lucien Guitry (1860-1925), de son frère Jean (1884-1920) et plus tard, de sa dernière épouse Lana Marconi (1917-1990).

### Vie privée
Sacha Guitry a été marié cinq fois, et uniquement avec des actrices (encore que les deux dernières ne le soient devenues qu'à son contact) :
- Charlotte Lysès (1877-1956), qu'il épouse le 14 août 1907 à Honfleur, au grand dam de Lucien Guitry, ex-amant de Charlotte. Elle crée 19 pièces de son mari et reprend Nono en 1910. Le couple avait fait du « manoir des Zoaques » à Yainville (nommé ainsi d'après le titre de l'un des premiers succès de Guitry, Chez les Zoaques) sa résidence d'été[48] de 1913 à 1916. Séparé en avril 1917, le couple divorce le 17 juillet 1918.

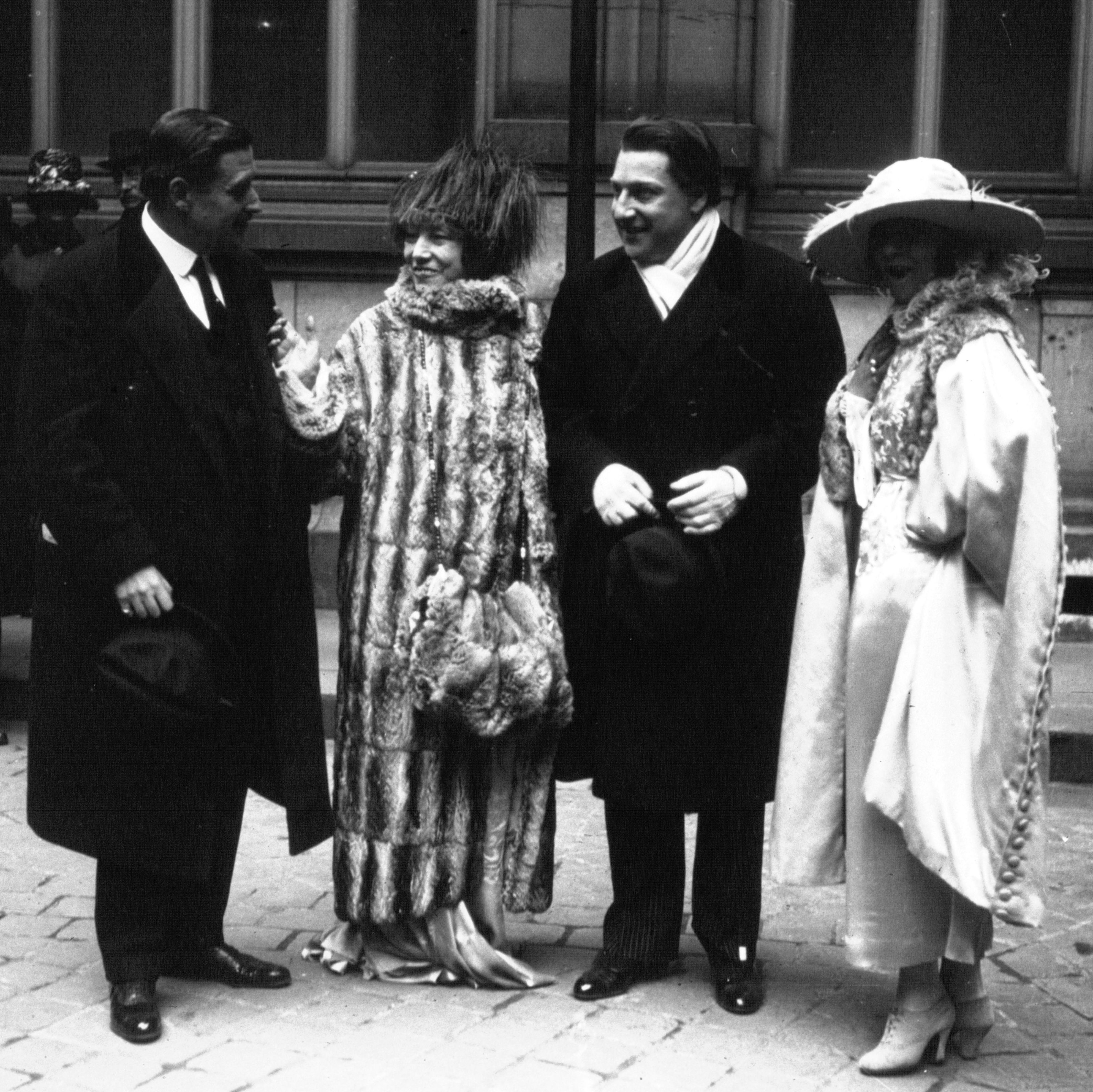
Mariage avec Yvonne Printemps en 1919.

- Yvonne Printemps (1894-1977), qu'il épouse à Paris le 10 avril 1919, avec comme témoins Sarah Bernhardt, Georges Feydeau, Lucien Guitry (avec lequel il vient juste de se réconcilier) et Tristan Bernard. Yvonne Printemps crée 34 pièces de Sacha Guitry, en reprend 6 autres et joue dans un de ses films, Un roman d'amour et d'aventures (1918). Si on prête de nombreuses liaisons à Printemps (Georges Guynemer, Jacques Henri Lartigue, Maurice Escande, entre autres), elle quitte Guitry pour Pierre Fresnay, le 15 juillet 1932 (Fresnay quittant de son côté la comédienne Berthe Bovy). Le divorce entre Sacha et Yvonne est prononcé le 7 novembre 1934[49].
- Jacqueline Delubac (1907-1997), de 22 ans sa cadette, épousée le 21 février 1935 à Paris. Son ami Robert Trébor lui avait présenté Jacqueline, en 1931, pour sa future pièce Villa à vendre. Guitry annonce leur mariage en déclarant : « J'ai le double de son âge, il est donc juste qu'elle soit ma moitié », rajeunissant légèrement la mariée pour justifier le « mot » (dès lors, celle-ci prétendra être née en 1910 et non en 1907[11]). Elle joue dans 23 pièces de son mari, dont 10 créations et 13 reprises à Paris et en tournée, et 11 de ses films. Séparés le 15 décembre 1938, ils divorcent le 5 avril 1939.
- Geneviève de Séréville (1914-1963), épousée le 4 juillet 1939 à Fontenay-le-Fleury. Geneviève crée 5 pièces de son mari, en reprend 4 autres, et joue dans 5 de ses films. Le couple se sépare en avril 1944 et son divorce est prononcé le 25 juillet 1949. Elle est la seule de ses cinq épouses à porter le nom de Guitry.
- Lana Marconi (1917-1990), épousée le 25 novembre 1949 à Paris avec Alex Madis comme témoin[50]. Elle crée sept pièces de son mari, en reprend deux autres et joue dans 13 de ses films. Durant cette période, Lana Marconi a entretenu une longue liaison avec la directrice du cabaret Le Carroll's, Suzanne Baulé dite Frede, qui est ainsi devenue l'amie de Guitry. « J’ai pratiquement vécu chez Sacha pendant quatre ans », a raconté Frede en 1974[51].

Les cinq épouses de Sacha Guitry
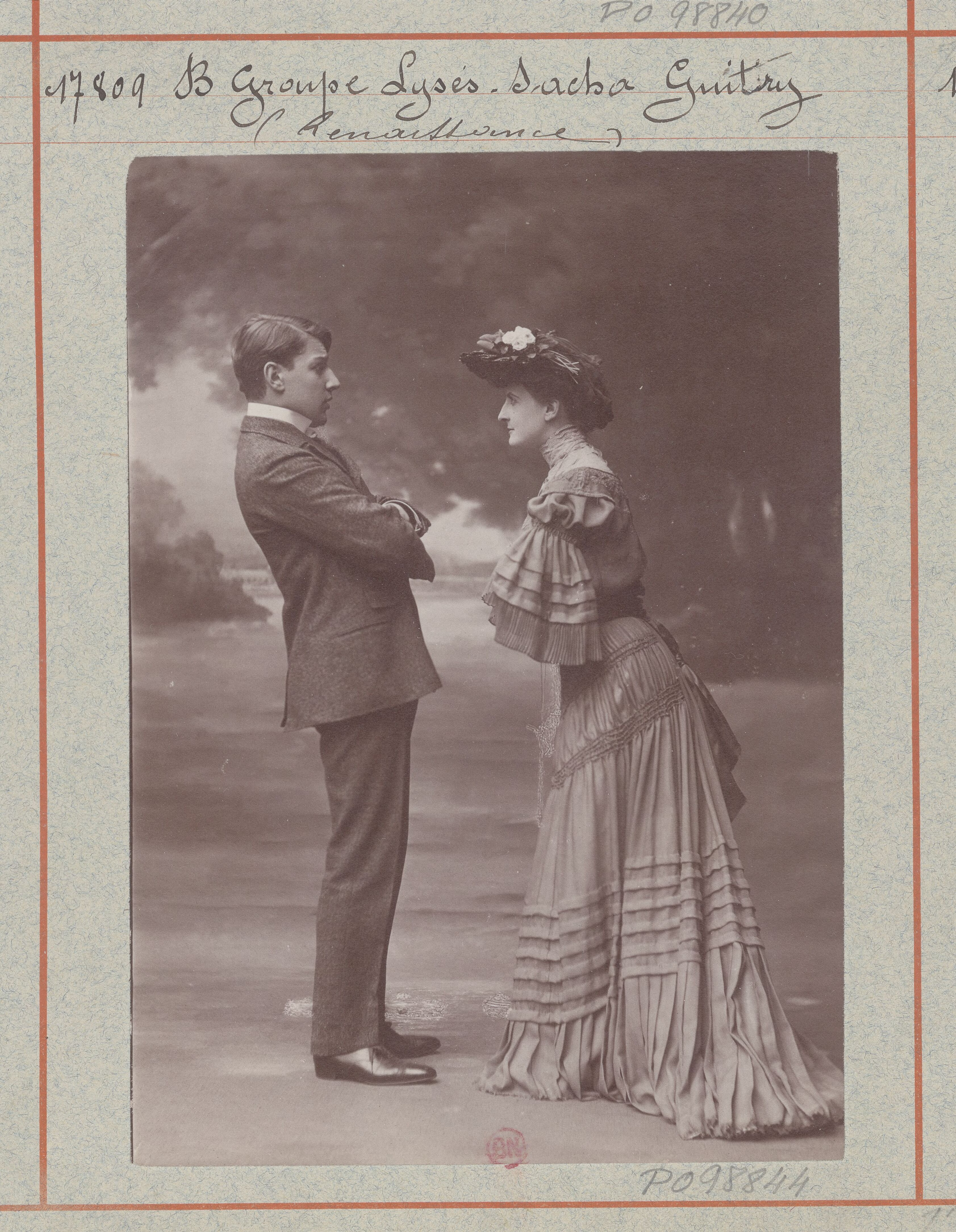
Charlotte Lysès et Sacha Guitry
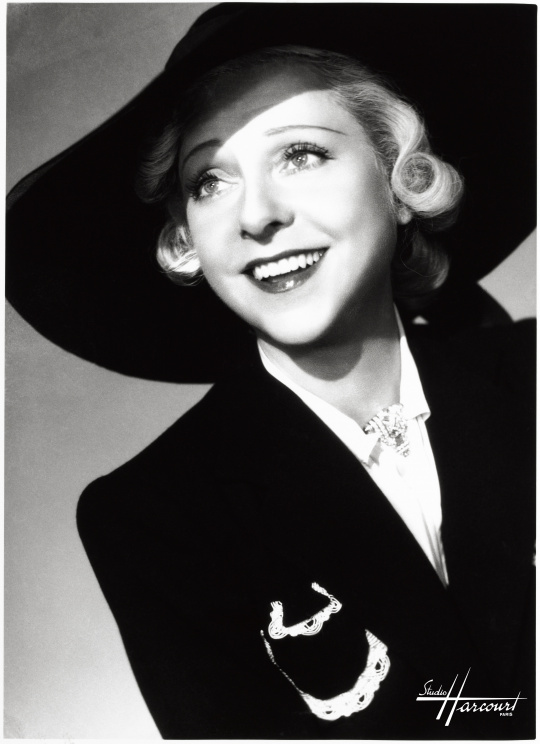
Yvonne Printemps
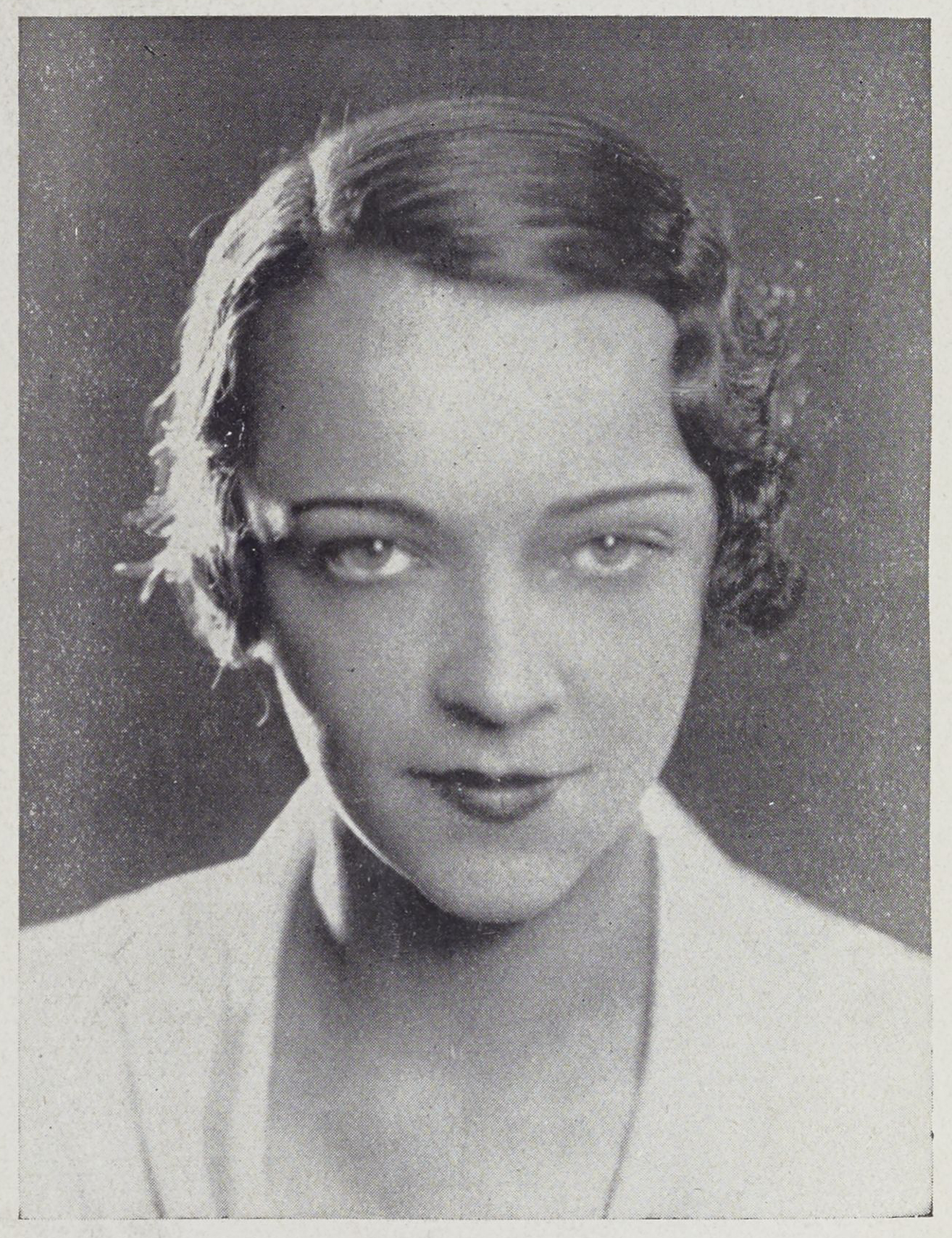
Jacqueline Delubac
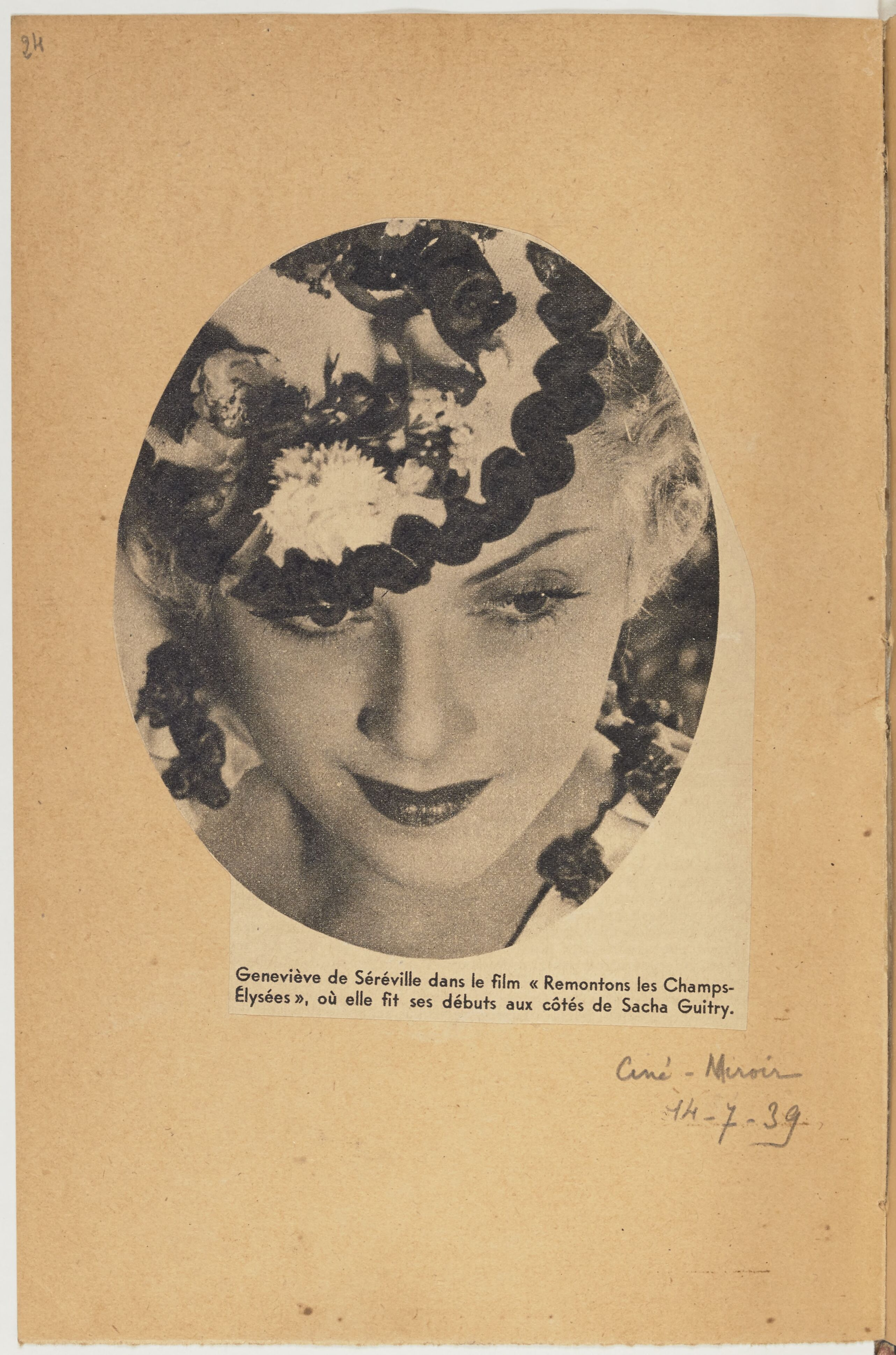
Geneviève de Séréville
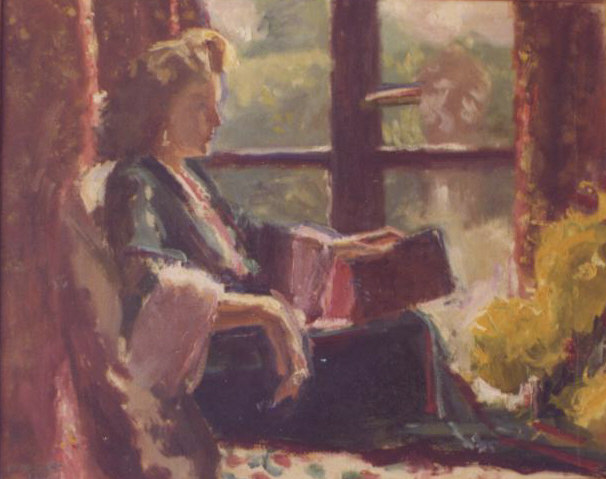
Lana Marconi

Sacha Guitry entretient parallèlement de nombreuses liaisons avec des comédiennes et avec des artistes, parmi lesquelles la danseuse de la Belle Époque Jane Avril, la comédienne Arletty, qui refusa de l'épouser (« J'allais pas épouser Sacha Guitry, il s'était épousé lui-même ! »), les actrices Simone Paris (qui consacre un chapitre de ses mémoires, Paris sur l'oreiller, au récit détaillé de leur romance), Mona Goya et Yvette Lebon, etc.

## L'homme

### Sacha Guitry et les acteurs

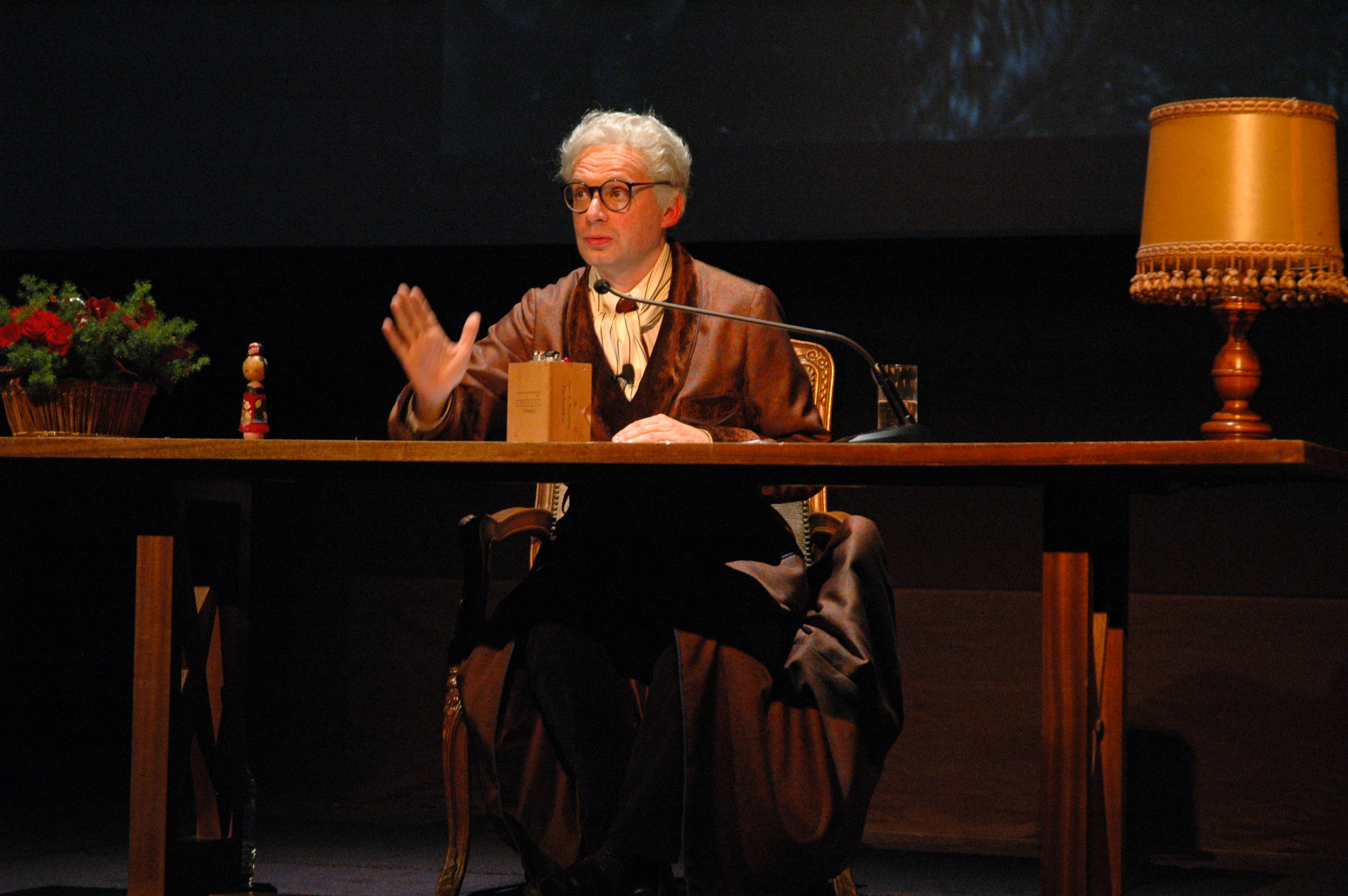
Guitry incarné par Denis Podalydès à la Cinémathèque en décembre 2007.

Sacha Guitry tient le rôle principal de presque tous ses films. Mais il sait parfois s'effacer comme dans le film à sketches Ils étaient neuf célibataires, réunissant de grands noms au générique : Saturnin Fabre, Elvire Popesco, Gaston Dubosc. Ami fidèle de Pauline Carton, il la fait jouer dans presque tous ses films (elle n'apparaît ni dans Donne-moi tes yeux de 1943, ni dans Toâ de 1949, ni dans Debureau de 1951), lui inventant parfois des rôles. Il confie à Michel Simon les rôles principaux de La Poison et de La Vie d'un honnête homme, ainsi que celui de son dernier film Les trois font la paire que Simon n'aime pas mais qu'il accepte de jouer par amitié pour Guitry, alors mourant.
Guitry sait aussi détecter les nouveaux talents : Jacqueline Delubac, Louis de Funès, Darry Cowl, Michel Serrault, entre autres, ont été lancés par Guitry. Raimu, reconnaissant envers celui qui lui a confié son premier grand rôle, accepte de jouer gratuitement dans Les Perles de la couronne, et Guitry écrit sur mesure pour Fernandel (qu'il avait fait découvrir dans Le Blanc et le Noir) le scénario d'Adhémar ou le Jouet de la fatalité. Il sollicite aussi à plusieurs reprises Gaby Morlay pour ses pièces de théâtre et deux de ses films. Parmi les acteurs dirigés par Guitry, on peut également citer Erich von Stroheim, Orson Welles, Jean Cocteau, Jean Gabin, Bourvil, Gérard Philipe, Jean Marais, Danielle Darrieux, Michèle Morgan, Pierre Larquey, Jean-Louis Barrault, Arletty, Édith Piaf, Robert Lamoureux, Yves Montand, Jean-Pierre Aumont, Luis Mariano, Jacques Varennes, Suzanne Dantès et Brigitte Bardot.
Tout au long de son œuvre, Guitry se fait le chantre du comédien, de son père en particulier. Il lui dédie deux pièces Mon père avait raison (1919) et Le Comédien (1921), toutes deux adaptées au cinéma. Pour lui, Lucien Guitry et Sarah Bernhardt sont les deux plus grands acteurs du monde et il ne manque pas de le rappeler dans les nombreux articles qu'il signe[réf. nécessaire].

### Sacha Guitry et la critique

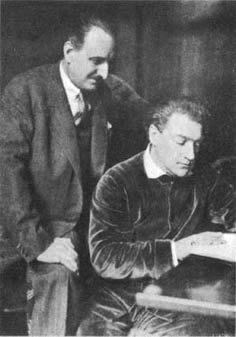
Sacha Guitry, à droite, en compagnie d'Albert Willemetz.

Avec la critique, Sacha Guitry a toujours entretenu des relations conflictuelles, et ce dès ses débuts au théâtre. Guitry invente un style qui lui est propre, fondé sur des dialogues incisifs et percutants, souvent déclamés par lui. On reproche à ses films de n'être que du « théâtre filmé »,,.
Souvent, les critiques reprochent à Guitry de dévoiler les dessous du tournage, par exemple avec Ils étaient neuf célibataires : à la fin du film, Guitry mélange réalité et fiction en faisant croire à « l’amant sérieux » d’Elvire Popesco que tous deux sont en train de tourner un film.[réf. nécessaire]. Lors du tournage de Napoléon, un technicien, en visionnant les rushes, fait remarquer à Guitry que l'on voit une caméra dans le champ. Le cinéaste lui répond : « Mon ami, le public se doute bien que nous avons utilisé des caméras pour réaliser ce film ».
Il est apprécié en revanche par les critiques de la future Nouvelle Vague et en particulier par François Truffaut, qui voit en lui, un « auteur complet », comme Charlie Chaplin.

### Sacha Guitry et les femmes
Le cinéaste Paul Vecchiali, peu séduit par la filmographie de Guitry, suggère dans son dictionnaire L'Encinéclopédie que ses périodes créatives se font par rapport à ses cinq épouses : le théâtre bourgeois avec Charlotte Lysès, les opérettes de charme avec Yvonne Printemps, le cinéma léger avec Jacqueline Delubac, une transition entre mélodrame et gigantisme avec Geneviève Guitry et une dernière période entre sérénité et grands films historiques avec Lana Marconi.
Si bien des répliques de ses pièces ont forgé à tort sa réputation de misogyne, Guitry a souvent évoqué son amour pour les femmes (« La vie sans femme me paraît impossible ; je n'ai jamais été seul, la solitude c'est être loin des femmes »). Ses épouses, qui lui ont adressé par ailleurs pas mal de reproches, évoquent également ce besoin de séduction. Dans Faut-il épouser Sacha Guitry ?, Jacqueline Delubac écrit : « À la femme, il refuse la logique de l'esprit, pas celle du sexe ! Traduction : il ne suffit pas que la femme dispose, il faut qu'elle propose. C'est le caprice de Sacha de tout attendre du caprice des femmes » ; et plus loin : « Sacha, tu es un diable électrique ! Tu connais les escaliers cachotiers du cœur ! Les drôles de coin ! ». Geneviève de Séréville, dans Sacha Guitry mon mari, évoque les causeries de Sacha sur l'amour et les femmes et avance une hypothèse : « Parler des femmes et de l'amour n'est-il pas devenu, pour lui, une sorte de jonglerie dans laquelle son cœur ne joue aucun rôle, mais seulement son aisance dans l'ironie, son goût excessif du paradoxe ».
Dominique Desanti, dans la biographie qu'elle a consacrée à Sacha Guitry, remarque à propos de N'écoutez pas, mesdames !, pièce tissée de railleries contre les femmes : « Sous les répliques spirituelles court l'angoisse de l'homme vieillissant face à une femme trop jeune qui lui échappe… ce qu'il trouve à la fois insupportable et naturel ».
Selon Francis Huster, « on dit souvent que Guitry est misogyne ; c'est n'importe quoi. Dans ses pièces, c'est l'homme qui trompe, pas la femme. Il était fou des femmes. Elles n'ont malheureusement jamais été folles de lui. Peut-être parce qu'il n'a jamais su les entendre, même s'il savait leur parler ». Guitry, lui, se justifie en disant :

« Tout ce mal que je pense et que je dis des femmes, je le pense et je le dis, je ne le pense et je ne le dis que des personnes qui me plaisent ou qui m'ont plu. »

Ce n'est d'ailleurs pas tant avec les femmes qu'il a un problème, qu'avec le mariage : « Le mariage, c'est résoudre à deux les problèmes que l'on n'aurait pas eus tout seul ». La séduction a certainement pour lui plus de charme que le quotidien à deux. Il écrit cependant : « Il faut courtiser sa femme comme si jamais on ne l'avait eue… il faut se la prendre à soi-même ».

### Le collectionneur

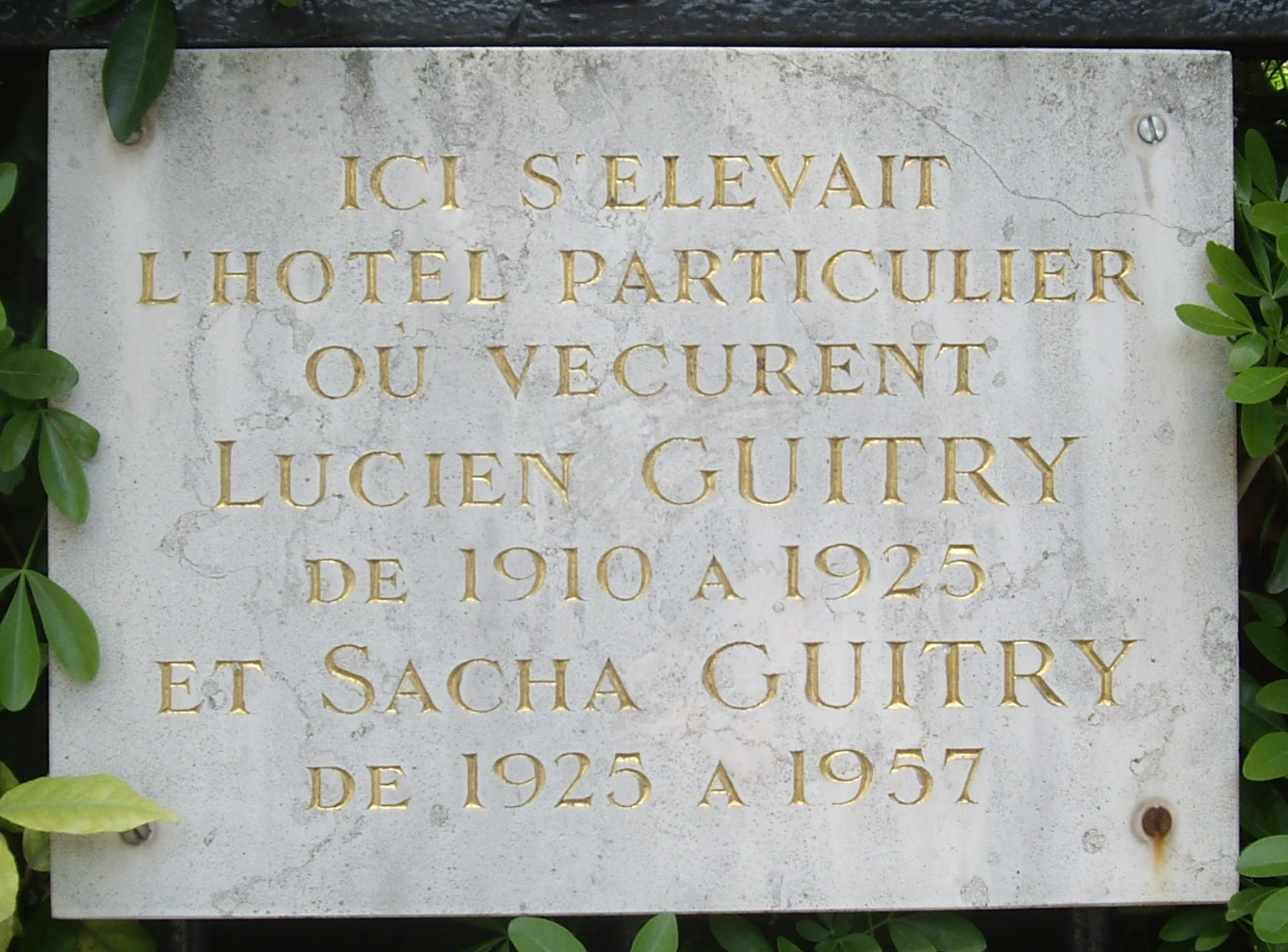
Plaque au no 18, avenue Élisée-Reclus.

Collectionneur avisé, il possédait dans son hôtel particulier du 18 avenue Élisée-Reclus une remarquable collection d'œuvres d'art (peintures, sculptures, nombreuses lettres autographes de célébrités et de personnages historiques…) dont il souhaitait faire, à sa mort, un musée. Certaines de ces œuvres furent peu à peu dispersées, d'abord à partir de 1947, quand on lui réclame des arriérés d'impôts, puis pour financer ses films, et enfin à sa mort ; son projet ne vit donc jamais le jour. Malgré les protestations de ses nombreux amis, l'hôtel particulier fut démoli en 1963 et l'adresse porte désormais une plaque en son souvenir.
À l'occasion de son jubilé (sa première pièce ayant été jouée le 16 avril 1902 au théâtre des Mathurins), l'éditeur Raoul Solar publia gracieusement en 1952 un ouvrage intitulé simplement 18 avenue Élisée-Reclus, commenté par Guitry lui-même. Il peut être considéré comme le catalogue de l'exposition de ses collections, exposition faite au bénéfice des œuvres charitables de la Société des auteurs et compositeurs dramatiques (SACD).
Organisée les 17 et 18 novembre 2011 à l'hôtel Drouot à Paris, la dispersion de la collection d'André Bernard, cofondateur de l'Association des amis de Guitry, a été, avec plus de huit cents lots de tableaux, dessins, livres, autographes, photographies et objets divers, la vente la plus importante consacrée à Sacha Guitry depuis la disparition de l'artiste.

### Citations
“Etre riche ce n'est pas avoir de l'argent - c'est en dépenser.”
“Le mariage c'est résoudre à deux les problèmes qu'on n'aurait pas eus tout seul.”
“Être parisien, ce n'est pas être né à Paris, c'est y renaître.”
“Le célibat ? On s'ennuie. Le mariage ? On a des ennuis.”
“Le luxe est une affaire d'argent. L'élégance est une question d'éducation.”
“Que lui reproche-t-on ? Ses idées politiques. En voilà une idée ! Alors qu'il est déjà si difficile de croire aux opinions politiques des hommes politiques !”

## Théâtre
Note : Liste reconstituée à partir de Sacha Guitry, Œuvres, Omnibus, 1996 et Sacha Guitry : une vie d'artiste, BNF, 2007, p. 250-252. La quasi-totalité de son théâtre a été éditée en douze volumes au Club de l'honnête homme.

### Années 1900
- 1902 : Le Page, opéra-bouffe en un acte et en vers, musique de Ludo Ratz, théâtre des Mathurins
- 1903 : Yves le fou, « pastorale tragique » en un acte (Pont-Aven[66]
- 1905 : Le KWTZ, « drame passionnel » en un acte, théâtre des Capucines
- 1905 : Nono, comédie en trois actes, théâtre des Mathurins
- 1905 : Le Cocu qui faillit tout gâter, comédie en un acte et en vers, théâtre Antoine
- 1906 : Un étrange point d'honneur, comédie en un acte et deux tableaux, Tréteau-Royal, 4 rue de Caumartin
- 1906 : Chez les Zoaques, comédie en trois actes, théâtre Antoine
- 1906 : Les Nuées, comédie en quatre actes d'après Aristophane, théâtre des Arts
- 1907 : L'Escalier de service ou Dolly, comédie en deux actes[67], casino de Monte-Carlo
- 1907 : La Clef, comédie en quatre actes, théâtre Réjane
- 1907 : La Partie de dominos, également nommée Maggie Gauthier et Clerget et Le Crin, comédie en deux actes[68], Tréteau-Royal
- 1908 : Petite Hollande, comédie en trois actes[69], théâtre de l'Odéon
- 1908 : Le Scandale de Monte-Carlo, comédie en trois actes, théâtre du Gymnase
- 1908 : Le Mufle, comédie en deux actes, théâtre Antoine
- 1908 : Après, revue en un acte, théâtre Michel[70].
- 1909 : Tell père, Tell fils, opéra-bouffe en un acte, musique de Tiarko Richepin, théâtre Mévisto
- 1909 : La 33e ou Pour épater ta mère, comédie en un acte, casino de Trouville
- 1909 : C'te pucelle d'Adèle, comédie en un acte et deux tableaux, concert de la Gaîté-Rochechouart

### Années 1910
- 1910 : Tout est sauvé, fors l'honneur, comédie en un acte, théâtre de Moscou
- 1911 : Le Veilleur de nuit, comédie en trois actes, théâtre Michel
- 1911 : Mésaventure amoureuse ou l'Argent, comédie en un acte, théâtre Femina
- 1911 : Un beau mariage, comédie en trois actes, théâtre de la Renaissance
- 1911 : Un type dans le genre de Napoléon, comédie en un acte, Automobile Club de France
- 1912 : Jean III ou l'Irrésistible Vocation du fils Mondoucet, comédie en trois actes (Comédie-Royale)
- 1912 : Pas complet, comédie-bouffe en deux actes, théâtre Marigny
- 1912 : La Prise de Berg-op-Zoom, comédie en quatre actes, théâtre du Vaudeville
- 1913 : On passe dans trois jours, comédie en un acte[71]
- 1914 : La Pèlerine écossaise, comédie en trois actes, théâtre des Bouffes-Parisiens
- 1914 : Deux Couverts, comédie en un acte, Comédie-Française
- 1915 : La Jalousie, comédie en trois actes, théâtre des Bouffes-Parisiens
- 1915 : Il faut l'avoir ![72], revue en deux actes et un prologue, théâtre du Palais-Royal
- 1915 : Une vilaine femme brune[73], comédie en un acte, théâtre des Variétés
- 1916 : Faisons un rêve, comédie en quatre actes, théâtre des Bouffes-Parisiens
- 1916 : Jean de La Fontaine, comédie en quatre actes, théâtre des Bouffes-Parisiens
- 1917 : Le Nouveau Scandale de Monte-Carlo[74], comédie en trois actes, théâtre des Bouffes-Parisiens
- 1917 : Un soir quand on est seul, comédie en un acte et en vers libres, théâtre des Bouffes-Parisiens
- 1917 : Chez la reine Isabeau, comédie en un acte, théâtre des Bouffes-Parisiens, 1917)[75]
- 1917 : L'Illusionniste, comédie en trois actes, théâtre des Bouffes-Parisiens
- 1918 : Deburau, comédie en quatre actes et un prologue, théâtre du Vaudeville
- 1918 : La Revue de Paris, revue en quatre actes[72], théâtre du Vaudeville
- 1919 : Pasteur, pièce en cinq actes, théâtre du Vaudeville
- 1919 : Le Mari, la Femme et l'Amant, comédie en trois actes, théâtre du Vaudeville
- 1919 : À Château-Thierry, pièce en vers, palais du Trocadéro
- 1919 : Mon père avait raison, comédie en trois actes, théâtre de la Porte-Saint-Martin

### Années 1920
- 1920 : Béranger, comédie en trois actes et un prologue, théâtre de la Porte-Saint-Martin
- 1920 : Je t'aime, comédie en cinq actes, théâtre Édouard-VII
- 1920 : Comment on écrit l'histoire, comédie en deux actes[76], théâtre Sarah-Bernhardt
- 1921 : Le Comédien, comédie en quatre actes, théâtre Édouard-VII
- 1921 : Le Grand Duc, comédie en trois actes, théâtre Édouard-VII
- 1921 : Jacqueline, pièce en trois actes d'après Henri Duvernois, théâtre Édouard-VII
- 1922 : Chez Jean de La Fontaine, comédie en un acte et en vers, Opéra de Paris
- 1922 : Une petite main qui se place, comédie en trois actes et un épilogue, théâtre Édouard-VII
- 1922 : Le Blanc et le Noir, comédie en quatre actes, théâtre des Variétés
- 1922 : On passe dans huit jours, comédie en un acte, théâtre des Variétés
- 1923 : Un sujet de roman, pièce en quatre actes[77], théâtre Édouard-VII
- 1923 : L'Amour masqué, comédie musicale en trois actes, musique d'André Messager, théâtre Édouard-VII
- 1923 : Un phénomène, « parade » en un acte et en vers (théâtre de l'Alhambra
- 1923 : Le Lion et la Poule, comédie en trois actes, théâtre Édouard-VII
- 1923 : L'Accroche-cœur, comédie en trois actes, théâtre de l'Étoile
- 1924 : Revue de Printemps, fantaisie-revue en trois actes et dix-neuf tableaux[72], théâtre de l'Étoile
- 1924 : Une étoile nouvelle, comédie en trois actes, théâtre Édouard-VII
- 1925 : On ne joue pas pour s'amuser, comédie en cinq actes, théâtre Édouard-VII
- 1925 : Mozart, comédie musicale en trois actes, musique de Reynaldo Hahn, théâtre Édouard-VII
- 1926 : Vive la République !, revue en deux actes et vingt tableaux[72], théâtre Marigny
- 1926 : À vol d'oiseau. Revue des deux mondes, revue en deux actes, cinq parties et trois cents tableaux[72], théâtre Édouard-VII
- 1926 : Était-ce un rêve ? ou Une comédie nouvelle, comédie en deux actes
- 1927 : Désiré, comédie en trois actes, théâtre Édouard-VII
- 1927 : Un miracle, comédie en quatre actes, théâtre des Variétés
- 1928 : Mariette ou Comment on écrit l'histoire, comédie musicale en quatre actes, musique d'Oscar Straus, théâtre Édouard-VII[78]
- 1928 : Charles Lindbergh, féerie en trois actes et dix-huit tableaux, théâtre du Châtelet
- 1929 : Histoires de France, pièce en quatorze tableaux, dessins, croquis et caricatures, théâtre Pigalle
- 1929 : La Troisième Chambre, comédie en quatre actes d'Albert Willemetz, théâtre de la Madeleine

### Années 1930
- 1930 : Chez George Washington, à Mount Vernon, à-propos en un acte, musique de Henri Büsser, théâtre des Champs-Élysées
- 1930 : Et vive le théâtre, revue en deux actes et quinze tableaux[72], théâtre de la Madeleine
- 1930 : Deauville sous Napoléon III, à-propos en un acte, théâtre Pigalle
- 1931 : Frans Hals ou l'Admiration, comédie en trois actes, théâtre de la Madeleine
- 1931 : Sa dernière volonté ou l'Optique du théâtre, comédie en deux actes, théâtre de la Madeleine[79]
- 1931 : Une revue (Exposition de Noirs) ou La Revue coloniale, revue en un acte, théâtre de la Madeleine
- 1931 : Un chagrin ou Chagrin d'amour, prétexte musical en un acte
- 1931 : Monsieur Prudhomme a-t-il vécu ?, pièce en deux actes, théâtre de la Madeleine
- 1931 : Villa à vendre, comédie en un acte, théâtre de la Madeleine[80]
- 1931 : La SADMP, opéra-bouffe en un acte, musique de Louis Beydts, théâtre de la Madeleine[80]
- 1931 : Tout commence par des chansons, à-propos en un acte et en vers libres, Moulin de la chanson
- 1931 : Mon double et ma moitié ou Vingt-quatre heures de la vie d'un homme, comédie en trois actes, théâtre de la Madeleine
- 1932 : Les Desseins de la providence, comédie en deux actes, théâtre de la Madeleine
- 1932 : Le Voyage de Tchong-Li, « légende » en trois tableaux, théâtre de la Madeleine[81]
- 1932 : Françoise, pièce en trois actes, théâtre de la Madeleine[81]
- 1932 : La Nuit d'avril, à-propos en un acte et en vers, théâtre de la Madeleine
- 1933 : Châteaux en Espagne, comédie en quatre actes, théâtre des Variétés
- 1933 : Adam et Ève, pièce en deux tableaux, Comédie-Française
- 1933 : Ô mon bel inconnu, comédie musicale en trois actes, musique de Reynaldo Hahn, théâtre des Bouffes-Parisiens
- 1933 : Maîtresses de rois, fantaisie en cinq tableaux[82], Casino de Paris
- 1933 : Un tour au paradis, comédie en quatre actes, théâtre de la Michodière
- 1933 : Le Renard et la Grenouille, comédie en un acte, théâtre de la Michodière[83]
- 1933 : Florestan Ier, prince de Monaco, initialement intitulé Farandol Ier, opérette en trois actes et six tableaux[72], musique de Werner R. Heymann, théâtre des Variétés
- 1933 : L'École des philosophes, à-propos en un acte, palais des beaux-arts de Bruxelles
- 1934 : Son père et lui, pièce en quatre tableaux, Opéra de Lyon
- 1934 : Le Nouveau Testament, comédie en quatre actes, théâtre de la Madeleine
- 1935 : Mon ami Pierrot, « légende musicale » en un acte et deux tableaux, musique de Sam Barlow, Opéra-Comique
- 1935 : Quand jouons-nous la comédie ?, comédie en trois actes, un prologue et un épilogue, théâtre de la Madeleine[84]
- 1935 : La Fin du monde, comédie en cinq actes, théâtre de la Madeleine
- 1936 : Le Saut périlleux, drame en un acte, New York[85]
- 1936 : Geneviève, comédie en cinq actes, théâtre de la Madeleine
- 1936 : Le Mot de Cambronne, comédie en un acte et en vers, théâtre de la Madeleine, 1936)[86]
- 1937 : Crions-le sur les toits, « revue publicitaire » en deux actes et quinze tableaux[87], musique d'Arthur Honegger, Adolphe Borchard et Guy Lafarge, théâtre des Champs-Élysées
- 1937 : Quadrille, comédie en six actes, théâtre de la Madeleine
- 1938 : Dieu sauve le Roy, à-propos en un acte, palais de l'Élysée
- 1938 : Un monde fou, comédie en quatre actes, théâtre de la Madeleine[88]
- 1939 : You're Telling Me (ou Honni soit qui mal y pense) ou English with Tears, à-propos « franco-anglais » en un acte[89]India Office, Londres
- 1939 : Une paire de gifles, comédie en un acte
- 1939 : Une lettre bien tapée, comédie en un acte[90]
- 1939 : Fausse Alerte, à-propos en un acte[90]
- 1939 : Florence, comédie en trois actes et un prologue, théâtre de la Madeleine[91]

### Années 1940
- 1940 : 29 degrés à l'ombre, comédie d'Eugène Labiche en un acte, musique de Louis Beyelts, Comédie-Française. Guitry rajouta des couplets à la demande de la Comédie-Française.
- 1940 : L'École du mensonge, comédie en un acte, ABC de Genève
- 1940 : Cigales et Fourmis, à-propos en un acte (cercle de l'Union interalliée
- 1940 : Le Bien-Aimé, comédie en trois actes « mais en plusieurs tableaux », théâtre de la Madeleine
- 1941 : Mon auguste grand-père ou la Preuve par sept, comédie en cinq actes (interdite par la censure allemande)
- 1941 : Vive l'Empereur ! ou le Soir d'Austerlitz, comédie en cinq actes, théâtre de la Madeleine
- 1942 : N'écoutez pas, mesdames !, comédie en trois actes, théâtre de la Madeleine
- 1943 : Courteline au travail, à-propos en un acte, Comédie-Française
- 1943 : Je sais que tu es dans la salle, à-propos en un acte, Comédie-Française
- 1946 : Dix mots d'anglais, comédie « en plusieurs actes » (inédite, jamais éditée)
- 1948 : Talleyrand ou le Diable boiteux, pièce en trois actes et neuf tableaux, théâtre Édouard-VII
- 1948 : Aux deux colombes, comédie en trois actes, théâtre des Variétés
- 1949 : Toâ, comédie en quatre actes, théâtre du Gymnase[92]
- 1949 : Tu m'as sauvé la vie, comédie en quatre actes, théâtre des Variétés

### Années 1950
- 1950 : Beaumarchais, comédie en deux actes et dix-neuf tableaux (non représentée)
- 1950 : Constance (non représentée)[93].
- 1951 : Une folie, théâtre des Variétés[94]
- 1953 : Palsambleu, comédie en quatre actes, théâtre des Variétés
- 1960 : Madame Bergeret, pièce en un acte et deux tableaux (posth.)

## Filmographie

### Cinéma
Note : Tous les films (sauf mention) en tant que réalisateur, scénariste, dialoguiste et acteur.
- 1914 : Oscar rencontre Mlle Mamageot (film de famille de 3 min 50)
- 1915 : Ceux de chez nous, (moyen métrage documentaire)[95]
- 1922 : Une petite main qui se place[96]
- 1934 : Dîner de gala aux ambassadeurs (court métrage)
- 1935 : Pasteur[97]
- 1935 : Bonne Chance
- 1936 : Le Nouveau Testament[98]
- 1936 : Le Roman d'un tricheur
- 1936 : Mon père avait raison
- 1936 : Faisons un rêve
- 1937 : Le Mot de Cambronne (moyen métrage)
- 1937 : Désiré
- 1937 : Les Perles de la couronne[99]
- 1938 : Quadrille
- 1938 : Remontons les Champs-Élysées[100]
- 1939 : Ils étaient neuf célibataires
- 1941 : Le Destin fabuleux de Désirée Clary[101]
- 1942 : La Loi du 21 juin 1907 (court métrage)
- 1943 : Donne-moi tes yeux
- 1943 : La Malibran
- 1944 : De Jeanne d'Arc à Philippe Pétain (adaptation du livre éponyme)
- 1947 : Le Comédien
- 1948 : Le Diable boiteux
- 1949 : Aux deux colombes
- 1949 : Toâ
- 1950 : Tu m'as sauvé la vie
- 1950 : Le Trésor de Cantenac
- 1951 : Deburau
- 1951 : La Poison[102]
- 1952 : Je l'ai été trois fois
- 1953 : La Vie d'un honnête homme
- 1953 : Si Versailles m'était conté…
- 1955 : Napoléon
- 1955 : Si Paris nous était conté
- 1957 : Assassins et Voleurs[103]
- 1957 : Les trois font la paire[104]

#### En tant que scénariste
- La Voyante (1924) de Leon Abrams[105],[106] sur une idée de Sacha Guitry
- Le Blanc et le Noir (1931) de Robert Florey et Marc Allégret d'après sa pièce
- L'Accroche-cœur (1938) de Pierre Caron d'après sa pièce
- Adhémar ou le Jouet de la fatalité (1951) de Fernandel[107]
- La Vie à deux (1958) de Clément Duhour
- Au voleur (1960) de Ralph Habib[108]

#### En tant qu'acteur
Sacha Guitry apparaît au générique de trois films muets : Un roman d'amour et d'aventures (1918), dont il a également écrit le scénario, Une petite main qui se place (1922), épilogue filmé de sa pièce, et Camille, court métrage de Ralph Barton (1926) dans le bref rôle du toréador Mancha y Zaragosa.
Si l'on s'en réfère à la filmographie établie par Claude Gauteur et André Bernard dans Le Cinéma et moi, il apparaît aussi dans La Huitième Femme de Barbe-Bleue (1938) d'Ernst Lubitsch aux côtés de sa future épouse Geneviève de Séréville. Néanmoins, dans la copie de la version américaine sous-titrée, le couple est absent à l'image.

### Télévision
- 1935 : Poste Parisien : Premier spectacle de télévision, court métrage de Maurice Diamant-Berger
- 1951 : Le Musée de Sacha Guitry, court métrage de Stéphane Prince

## Publications
- 1910 : La Correspondance de Paul Roulier-Davenel, recueillie par Sacha Guitry et illustrée par lui, éd. Dorbon aînérééd. éditions Bernard de Fallois, janvier 2009  (ISBN 2-87706-673-8).
- 1913 : Jusqu'à nouvel ordre…, éd. Maurice de Brunoff, Paris [Lire en ligne, texte intégral]
- 1914 : La Maladie, éd. Maurice de BrunoffIllustrations de l'auteur ; réédité dans le recueil La Maladie et Mes médecins, Solar, 1955.
- 1926 : Si j'ai bonne mémoire, collection Nouvelle Bibliothèque Plon, éd. Plon
- 1930 : Lucien Guitry raconté par son fils, éd. Raoul Solar
- 1931 : La Maison de Loti, éd. Paillart
- 1932 : Mes médecins, édition hors commerce Illustrations de l'auteur ; réédité dans le recueil La Maladie et Mes médecins, Solar, 1955
- 1935 : Mémoires d'un tricheur, éd. Gallimard NRF
- 1944 : De MCDXXIX à MCMXLII, c’est-à-dire de Jeanne d’Arc à Philippe Pétain, c’est-à-dire 500 ans de l’histoire de la France, éd. Sant’Andréa et Lafuma ; rééd. Raoul Solar en 1951
- 1946 : Elles et toi, réflexions illustrées par l'auteur, fac-simile du manuscrit original, Raoul SolarRéédité en 1947 avec des gravures originales de Jacques Boullaire, éd. les Amis du livre moderne, puis en 1951 chez Raoul Solar avec un frontispice non signé de Suzanne Ballivet.
- 1947 : Toutes réflexions faites, éd. de l'Élan
- Quatre ans d'occupations, éd. de l'Élan

1. Quatre ans d'occupations , 1947
2. 60 Jours de prison, fac-similé du manuscrit original, illustré par des dessins de l'auteur, 1949

- 1956 : Sacha Guitry, Pierre Benoit, André Maurois, Edmond Heuzé, Fernand Crommelynck et Jean Cocteau, Maurice Utrillo V, lithographies de Maurice Utrillo, Suzanne Valadon et Lucie Valore (atelier Fernand Mourlot), Joseph Foret, Paris, 1956.

Posthume
- 1958 : Théâtre je t'adore, éd. Hachette
- 1958 : L'Esprit, éd. Le Livre contemporain
- 1959 :  Les Femmes et l'amour, causerie familière illustrée à dessein, Le Livre contemporain Publication d'une conférence de Guitry de 1934.
- 1977 : Le Cinéma et moi, textes réunis par Claude Gauteur et André Bernard, éd. Ramsay ; rééd. 1990  (ISBN 9782859568948)
- 1979 : Le Petit Carnet rouge et autres souvenirs inédits, éd. Perrin
- Sacha Guitry, Cinquante ans d'occupations, Presse de la Cité, 1993 : recueil de textes préfacé par Alain Decaux ; réédition éd. Omnibus, 2018  Contient : Jusqu'à nouvel ordre ; Pensées ; Mon portrait ; Toutes réflexions faites ; Elles et toi ; Les femmes et l'amour ; L'esprit ; Si j'ai bonne mémoire ; Portraits et anecdotes ; La maladie ; Mes médecins ; Le petit carnet rouge ; Ceux de chez nous ; Lucien Guitry ; Quatre ans d'occupations ; 60 Jours de prison ; De 1429 à 1942 ou De Jeanne d'Arc à Philippe Pétain ; Des merveilles ; Et puis voici des vers.

## Adaptations de son œuvre

### Au cinéma et à la télévision
- Double Chance (Lucky Partners), film américain de Lewis Milestone, avec Ginger Rogers sorti en 1940. Il s'agit d'une adaptation du film de Sacha Guitry, Bonne Chance (1935).
- La Vie à deux (1958), film français de Clément Duhour, adapté de cinq pièces de Sacha Guitry (Désiré, L'Illusionniste, Une paire de gifles, Le Blanc et le Noir et Françoise) reliées entre elles par un scénario-prétexte On ne sait quelle fut la part exacte de Guitry dans l'écriture des séquences de liaison. Elles sont plus probablement le fait de son secrétaire Stéphane Prince, lequel se cacherait derrière le mystérieux Jean Martin crédité par le générique comme co-scénariste. Les affiches du film présentent La Vie à deux comme le dernier film de Sacha Guitry… lequel mourut près d'un an avant le début du tournage.
- Au voleur ! (1960), film français de Ralph Habib, d'après un scénario original inédit, remanié et adapté par Jean Bernard-Luc.
- Beaumarchais, l'insolent (1995), film français d'Édouard Molinaro, adapté de la pièce Beaumarchais et du scénario Franklin et Beaumarchais tous deux inédits
- Le producteur Daniel Toscan du Plantier, grand admirateur de Guitry, et voulant faire redécouvrir le cinéaste, initie et produit plusieurs remakes de Guitry pour le cinéma (Désiré, Quadrille et Le Comédien) et la télévision (Faisons un rêve, Mon père avait raison et Le Veilleur de nuit)[109],[110]. Ils furent adaptés en 1996 et 1997, coïncidant avec le 110e anniversaire de la naissance de Guitry. Tous, sauf Le Veilleur de Nuit, ont en commun d'avoir été une pièce de théâtre et un film fait par Guitry. Les films au cinéma eurent des sorties confidentielles[111] et des critiques mitigé, au moins pour Quadrille[112],[113]. Les 6 œuvres du cycle Guitry sont inédites en DVD[114].
  - Désiré de Bernard Murat (Claude Lelouch était initialement pressenti[115]) avec Jean-Paul Belmondo, Fanny Ardant, Claude Rich, Jean Yanne
  - Quadrille de Valérie Lemercier avec André Dussollier, Sandrine Kiberlain, Valérie Lemercier
  - Le Comédien de Christian de Chalonge avec Michel Serrault, Charles Aznavour
  - Faisons un rêve de Jean-Michel Ribes avec Ticky Holgado, Pierre Arditi et Dominique Blanc[116]
  - Mon père avait raison de Roger Vadim avec Claude Rich, Marie-Christine Barrault, Stéphane Freiss
  - Le Veilleur de nuit de Philippe de Broca (Bernard Murat était initialement pressenti) avec Philippe Noiret, Sabine Azéma, Éric Métayer
- Un crime au Paradis (2000) de Jean Becker, remake du film La Poison dont l'action a été librement transposée du début des années 1950 à l'aube des années 1980.

#### Ouvrages
- René Benjamin, Sacha Guitry, roi du théâtre, Plon, 1933.
- Alex Madis, Sacha, coécrit avec Guitry, éditions de l'Elan, 1950.
- Fernande Choisel, Sacha Guitry intime, éditions du Scorpion, 1957.
- Stéphane Prince, Sacha Guitry hors la légende, 1959.
- Geneviève de Séréville, Sacha Guitry mon mari, Flammarion, 1959.
- Hervé Lauwick, Sacha Guitry et les femmes, Plon, 1965.
- Jacques Lorcey, Sacha Guitry, Paris, La Table Ronde, 1971.
- Jacqueline Delubac, Faut-il épouser Sacha Guitry ?, Julliard, 1976.
- Jacques Lorcey, Sacha Guitry par les témoins de sa vie, éditions France-Empire, 1976  (ISBN 2-84049-312-8).
- Dominique Desanti, Sacha Guitry, 50 ans de spectacle, Grasset, 1982.
- Henri Jadoux, Sacha Guitry, 1982.
- Jacques Lorcey, Sacha Guitry, l'homme et l'œuvre, Paris, PAC, 1982.
- Henri Jadoux, Le Théâtre et l'Amour : Sacha Guitry (1885-1985), 1985.
- Jacques Lorcey, Sacha Guitry, 100 ans de théâtre et d'esprit, PAC, 1985.
- Noël Simsolo, Sacha Guitry, coll. « Auteurs », éd. Cahiers du cinéma, 1988.
- Philippe Arnaud, Jean Douchet, Jacques Lourcelles et autres, Sacha Guitry, cinéaste, éditions Yellow Now, 1993.
- Raymond Castans, Sacha Guitry, éditions de Fallois, 1993
- Jacques Lorcey, L'Esprit de Sacha Guitry, Biarritz, Atlantica, 2000.
- Michel Galabru, Galabru raconte Guitry, Flammarion, 2001.
- Jacques Lorcey, Sacha Guitry et son monde (3 tomes), éditions Séguier, coll. « Empreinte », 2001-2002 ; réédition augmentée de l'ouvrage de 1976.
  - t. I : Son père, ses femmes, son personnel, 2001  (ISBN 2-84049-241-5).
  - t. II : Ses interprètes, 2002  (ISBN 2-84049-305-5).
  - t. III : Ses amis, 2002,  (ISBN 2-84049-308-X).
- Les Dossiers H : Sacha Guitry, sous la direction d'Alain Paucard, éd. L'Âge d'Homme, Paris, 2002  (ISBN 2-8251-1461-8)
- Jean Piat, Je vous aime bien, monsieur Guitry !, 2002.
- André Bernard, Sacha Guitry, une vie de merveille, Omnibus, 2006.
- Michel Souvais, Arletty, confidences à son secrétaire, Éditions Publibook, 2006.
- Maud de Belleroche, Sacha Guitry ou l'Esprit français, Dualpha, 2007.
- Philippe Crocq, Jean Mareska, Sacha Guitry. Pourquoi Drancy ? 1940-1945, Lagune, 2007,  (ISBN 978-2-84969-057-4)
- Jean-Pierre Danel, Le Destin fabuleux de Sacha Guitry, édition Marque-Pages, coll. « Beaux-Livres », 2007.
- Noëlle Giret et Noël Herpe (dir.), Sacha Guitry : Une vie d'artiste, Gallimard, 2007.
- Jean-Philippe Ségot, C'était Sacha Guitry, Fayard, 2009.
- Armel de Lorme, Raymond Chirat et Italo Manzi, Ceux de chez lui ou le Cinéma de Sacha Guitry et ses interprètes - vol. 1 (De Pauline Carton à Howard Vernon), L'Aide-mémoire, 2010  (ISBN 978-2-9526065-3-0).
- Armel de Lorme et Raymond Chirat, Un monde fou ou le Cinéma de Sacha Guitry et ses interprètes - vol. 2 (De Louis de Funès à Louis Gauthier), L'Aide-mémoire, 2012  (ISBN 978-2-9526065-7-8) (ISBN 978-2-915397-14-7).
- Éric-Emmanuel Schmitt, The Guitrys, Albin Michel, Paris, 2013  (ISBN 2-2262-5199-5).
- Armel de Lorme, Sacha Guitry : Les Films (Vérités, contrevérités et paradoxes), L'Aide-Mémoire, 2015  (ISBN 979-1092784107).
- Laurent Quevilly, Sacha Guitry en Normandie, Books on Demand, 2016  (ISBN 9782322141395).
- Jacques Pessis, Sacha Guitry, c'était la belle vie, Librairie Vuibert, 2017  (ISBN 978-2311101454).
- Jacqueline Blancart-Cassou, Sacha Guitry, Paris, Pardès, coll. « Qui suis-je », 2017.
- Christophe Barbier, Le Monde selon Sacha Guitry, Tallandier, 2018  (ISBN 979-1021033184).
- Antoine Gavory, Rendez-nous Sacha Guitry, Ovadia, 2019  (ISBN 9782363923158).
- Mathieu Geagea, De Versailles à Paris : l'Histoire selon Sacha Guitry, éditions du Cerf, 2021, 322 p.  (ISBN 978-2-204-12657-1).
- Albert Willemetz, Sacha Guitry, 2024, 183 p. (ISBN 979-8345551516)

#### Télévision
- Sacha Guitry et Albert Willemetz, raconté par le petit-fils de Willemetz [voir en ligne (page consultée le 22 février 2020)]
- Sacha Guitry et Yvonne Printemps - Les 5 Femmes de Sacha Guitry - le style Guitry - Les dessins de Sacha Guitry - Les bijoux d"Yvonne printemps à http://www.albertwillemetz.com/1.htm
- Sacha d'hier, Guitry d'aujourd'hui de Jean-Marc Loubier, France 3, 1984
- L'Affaire Sacha Guitry, téléfilm de Fabrice Cazeneuve, France 3, 2006

#### Ressources radiophoniques
- Thierry Geffrotin, Sacha Guitry, un bel inconnu (série radiophonique en 20 épisodes), Radio France, 1997.
- Jean-Noël Jeanneney, « Sacha Guitry, les clés d’une survie » [audio], émission Concordance des temps (58 min), France Culture, 14 décembre 2024. Entretien avec Christophe Barbier, auteur de l'ouvrage Le monde selon Sacha Guitry. Sagesses, aphorismes, mots d'esprit et perfidies (2021).

#### Bases de données et dictionnaires
- Ressources relatives aux beaux-arts :   - AGORHA
  - Art UK
  - Bénézit
  - Bridgeman Art Library
  - Delarge
  - Musée d'Orsay
  - National Gallery of Art
  - National Portrait Gallery
  - RKDartists
  - Union List of Artist Names
- Ressources relatives à l'audiovisuel :   - AllMovie
  - Allociné
  - American Film Institute
  - Ciné-Ressources
  - Filmportal
  - Filmweb.pl
  - IMDb
  - Rotten Tomatoes
  - Unifrance
- Ressources relatives à la musique :   - Discography of American Historical Recordings
  - Discogs
  - MusicBrainz
  - Muziekweb
  - Répertoire international des sources musicales
- Ressources relatives au spectacle :   - Archives suisses des arts de la scène
  - Les Archives du spectacle
  - Internet Broadway Database
  - Kunstenpunt
- Ressource relative à la littérature :   - Internet Speculative Fiction Database
- Ressource relative à la santé :   - Bibliothèque interuniversitaire de santé
- Ressource relative à plusieurs domaines :   - Radio France
- Ressource relative à la vie publique :   - base Léonore
- Ressource relative à la recherche :   - Isidore
- Notices dans des dictionnaires ou encyclopédies généralistes :   - Britannica
  - Brockhaus
  - Den Store Danske Encyklopædi
  - Deutsche Biographie
  - Gran Enciclopèdia Catalana
  - Hrvatska Enciklopedija
  - Internetowa encyklopedia PWN
  - Nationalencyklopedin
  - Munzinger
  - Proleksis enciklopedija
  - Store norske leksikon
  - Treccani
  - Universalis
  - Visuotinė lietuvių enciklopedija
- Notices d'autorité :   - VIAF
  - ISNI
  - BnF (données)
  - IdRef
  - LCCN
  - GND
  - Italie
  - Japon
  - CiNii
  - Espagne
  - Belgique
  - Pays-Bas
  - Pologne
  - Israël
  - NUKAT
  - Suède
  - Vatican
  - Australie